# سولفین
سولفین (انگلیسی: Sulfine) یا سولفینیل متان  یک ترکیب آلی و ساده‎ترین سولفین است.